# Dendrobium uncatum
Dendrobium uncatum är en orkidéart som beskrevs av John Lindley. Dendrobium uncatum ingår i släktet Dendrobium, och familjen orkidéer. Inga underarter finns listade i Catalogue of Life.